# Gouvernement Leguina III
 Communauté de Madrid
Leguina II Ruiz-Gallardón I
Le gouvernement Leguina III est le gouvernement de la communauté de Madrid entre le 23 juillet 1991 et le 1er juillet 1995, durant la IIIe législature de l'Assemblée de Madrid. Il est présidé par Joaquín Leguina.

## Composition
| Fonction                                                                     | Titulaire | Titulaire                     | Parti    |
| ---------------------------------------------------------------------------- | --------- | ----------------------------- | -------- |
| Président                                                                    |           | Joaquín Leguina               | FSM-PSOE |
| Conseiller à la Coopération                                                  |           | Virgilio Cano                 | FSM-PSOE |
| Conseiller à l'Économie                                                      |           | José Luis Fernández Noriega   | FSM-PSOE |
| Conseiller à l'Éducation                                                     |           | Jaime Lissavetzky             | FSM-PSOE |
| Conseiller aux Finances, porte-parole                                        |           | Ramón Espinar                 | FSM-PSOE |
| Conseillère à l'Intégration sociale                                          |           | Elena Vázquez                 | FSM-PSOE |
| Conseiller à la Politique territoriale, aux Travaux publics et à l'Urbanisme |           | José María Rodríguez Colorado | FSM-PSOE |
| Conseiller à la Présidence                                                   |           | Agapito Ramos                 | FSM-PSOE |
| Conseiller à la Santé                                                        |           | Pedro Sabando                 | FSM-PSOE |
| Conseiller aux Transports                                                    |           | Julián Revenga                | FSM-PSOE |